# Kaszar
Kaszar (kaz. Қашар) – osiedle typu miejskiego w północnym Kazachstanie, w obwodzie kustanajskim. Liczy 9 800 mieszkańców (2006). Ośrodek przemysłu spożywczego.